# Les Hurlements d’Léo
Les Hurlements d’Léo sind eine französische Folkrock-Band aus Bordeaux. Ihre Musik ist eine Mischung aus französischem Chanson und Punk bzw. Ska. Sie stehen in der Tradition von Les Négresses Vertes. Ihr Name bedeutet so viel wie Leos Geschrei.

## Bandgeschichte
Gegründet 1995, spielten sie ursprünglich fast ausschließlich in der lokalen Szene des Südwesten Frankreichs, bevor sie sich durch Auftritte auf den überregionalen Festivals von Bourges, La Rochelle und Rennes einen nationalen Namen in der französischen Live-Szene machten.
1998 nahmen sie ihr erstes Album Le Café des Jours Heureux auf. Im gleichen Jahr erwarben sie mit der Band Les Ogres de Barback das Latcho Drom, ein Zirkuszelt, mit dem beide Bands in der Folge gemeinsam in Frankreich auf Tournee gingen. Das zweite Album La Belle Affaire wurde im Jahr 2000 veröffentlicht. Auftritte in Australien, Belgien, Russland und Japan folgten, sowie ein erster Auftritt auf dem Sziget-Festival in Budapest. Im Jahr 2001 gingen sie mit dem Latcho Drom in Frankreich, Polen und der Schweiz auf Tournee. Erstmals spielten sie dabei auch in Berlin. Das hierbei aufgenommene Live-Album Un Air Deux Familles wurde in Frankreich ein großer Erfolg.
2003 veröffentlichten Les Hurlements d'Léo ihr drittes Album Ouest Terne und arbeiteten im selben Jahr mit der Berliner Band 17 Hippies zusammen. Die daraus resultierende EP Hardcore Trobadors wurde in Berlin eingespielt und 2004 in Frankreich bei Wagram veröffentlicht. Auftritte in Berlin und Moskau folgten, ebenso wie eine gemeinsame Frankreich-Tour mit 17 Hippies.
Im Jahr 2005 veröffentlichte die Band ein Live-Album, im März 2006 das nächste Studioalbum Temps Suspendu. 2007 folgte eine Zusammenarbeit mit der italienischen Band L’Enfance Rouge. Die gemeinsame Tour konnte allerdings nicht an vergangene Erfolge anknüpfen.
2009 erschien das Kompilationsalbum 13 Ans de Caravaning, auf dem sich ebenfalls einige bisher unveröffentlichte Lieder befinden. Nach einer knapp dreijährigen Pause wurde 2011 ein neues Album mit dem Titel Bordel de Luxe herausgebracht. In den darauffolgenden zwei Jahren spielten Les Hurlements d'Léo über 250 Konzerte, unter anderem in Russland, Spanien, Deutschland und der Schweiz. Von 2014 bis 2015 arbeitete die Band an einem Tributealbum zu Ehren des 2010 verstorbenen französischen Sängers Mano Solo. Das Album, an dem unter anderem Bertrand Cantat, Zebda und Babylon Circus mitwirkten, erschien im Juni 2015 unter dem Titel Chantent Mano Solo. Ein Jahr später wurde ein Live-Album der dazugehörigen Tour veröffentlicht, im Jahr 2018 folgte mit Luna de Papel das nächste Studioalbum der Band.

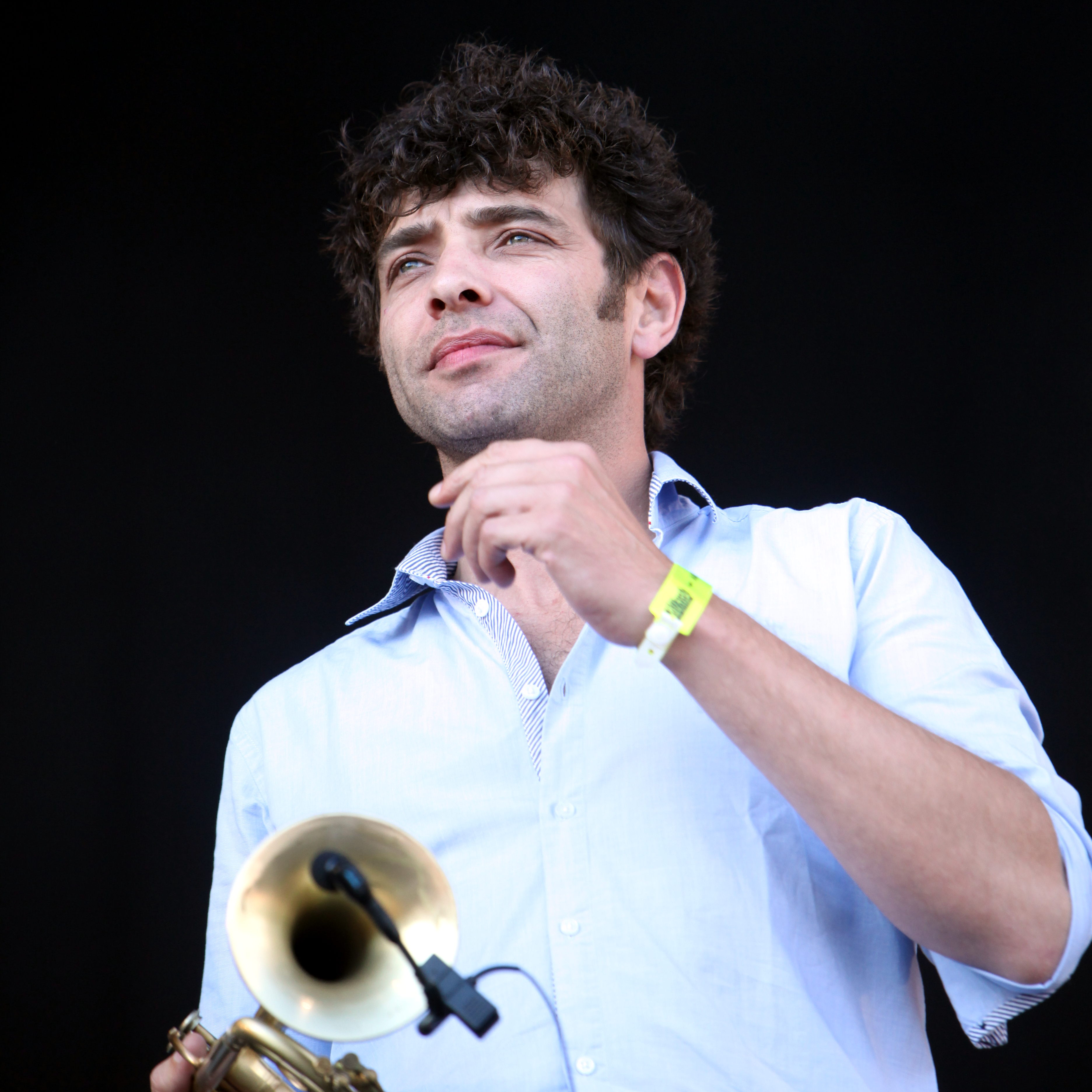
Cyril „Pépito“ Renou
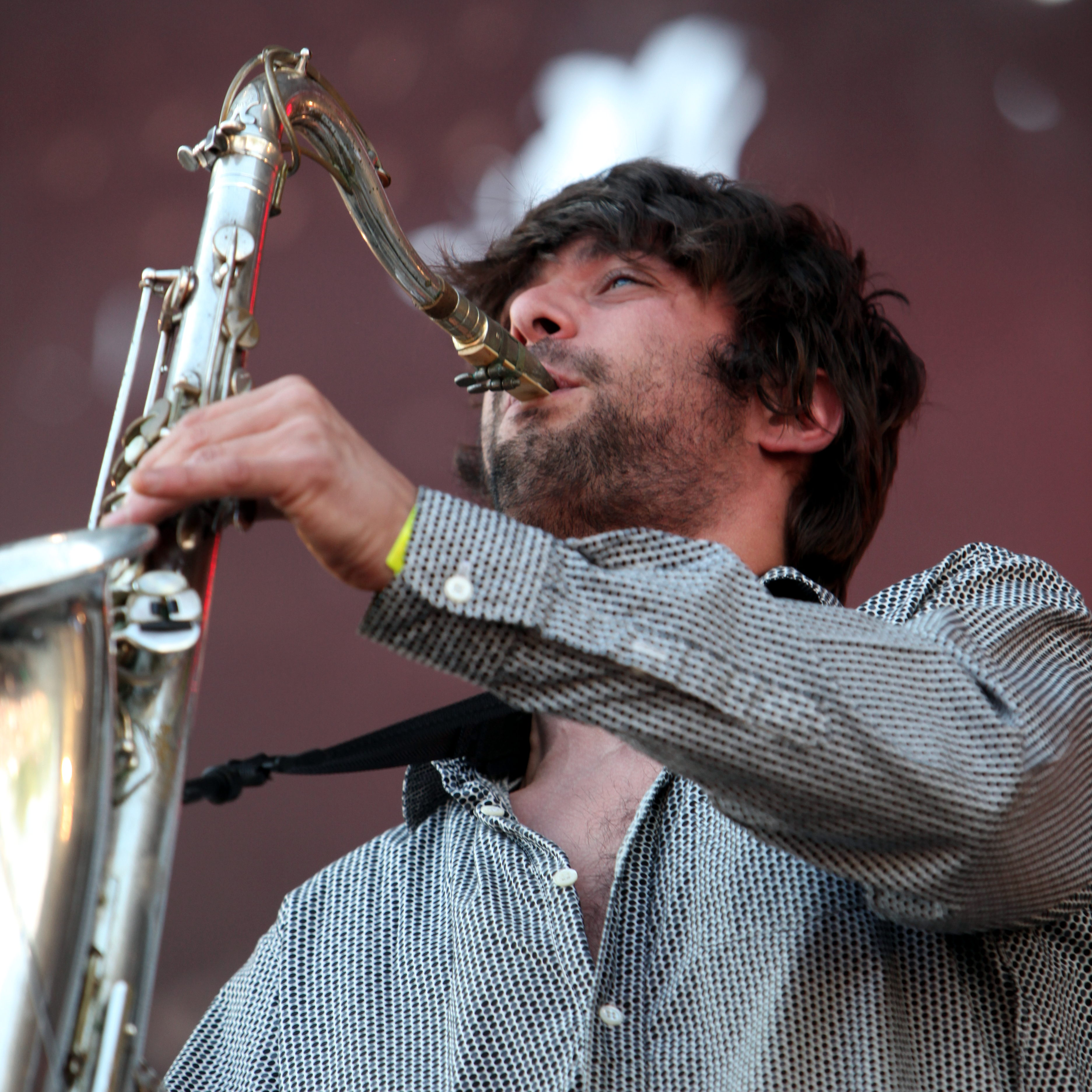
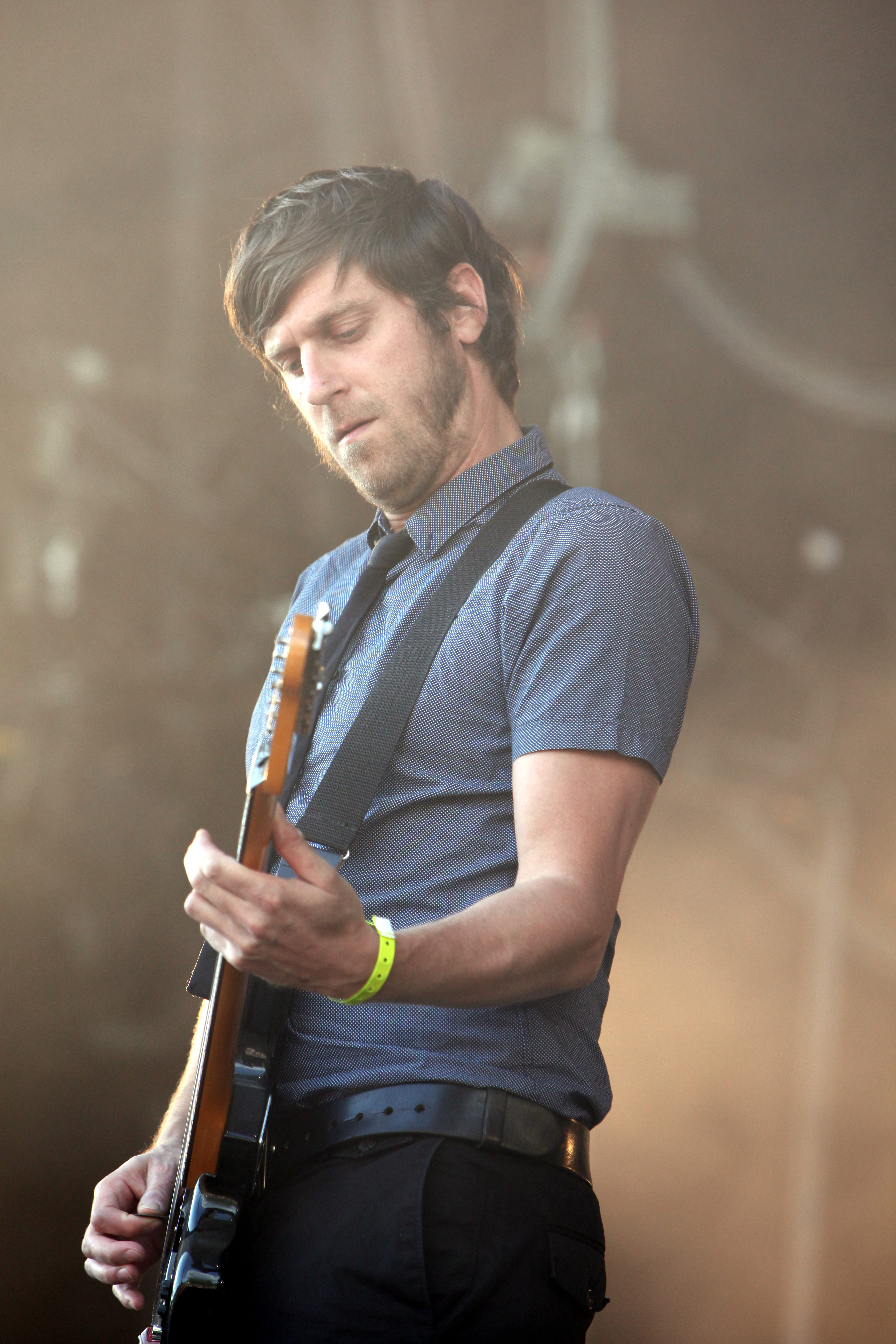
Laurent „Laulo“ Bousquet
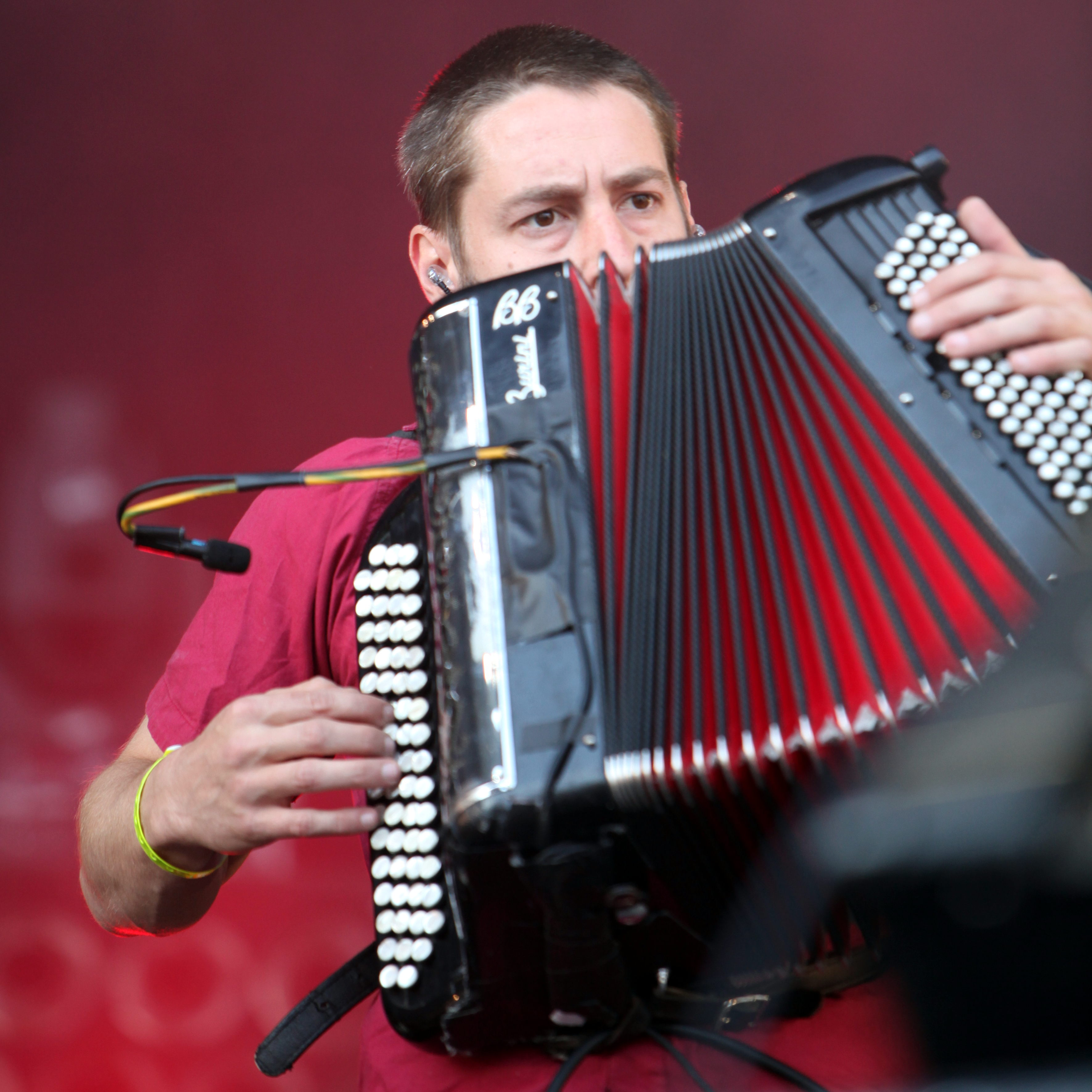
Jocelyn „Jojo“ Gallardo
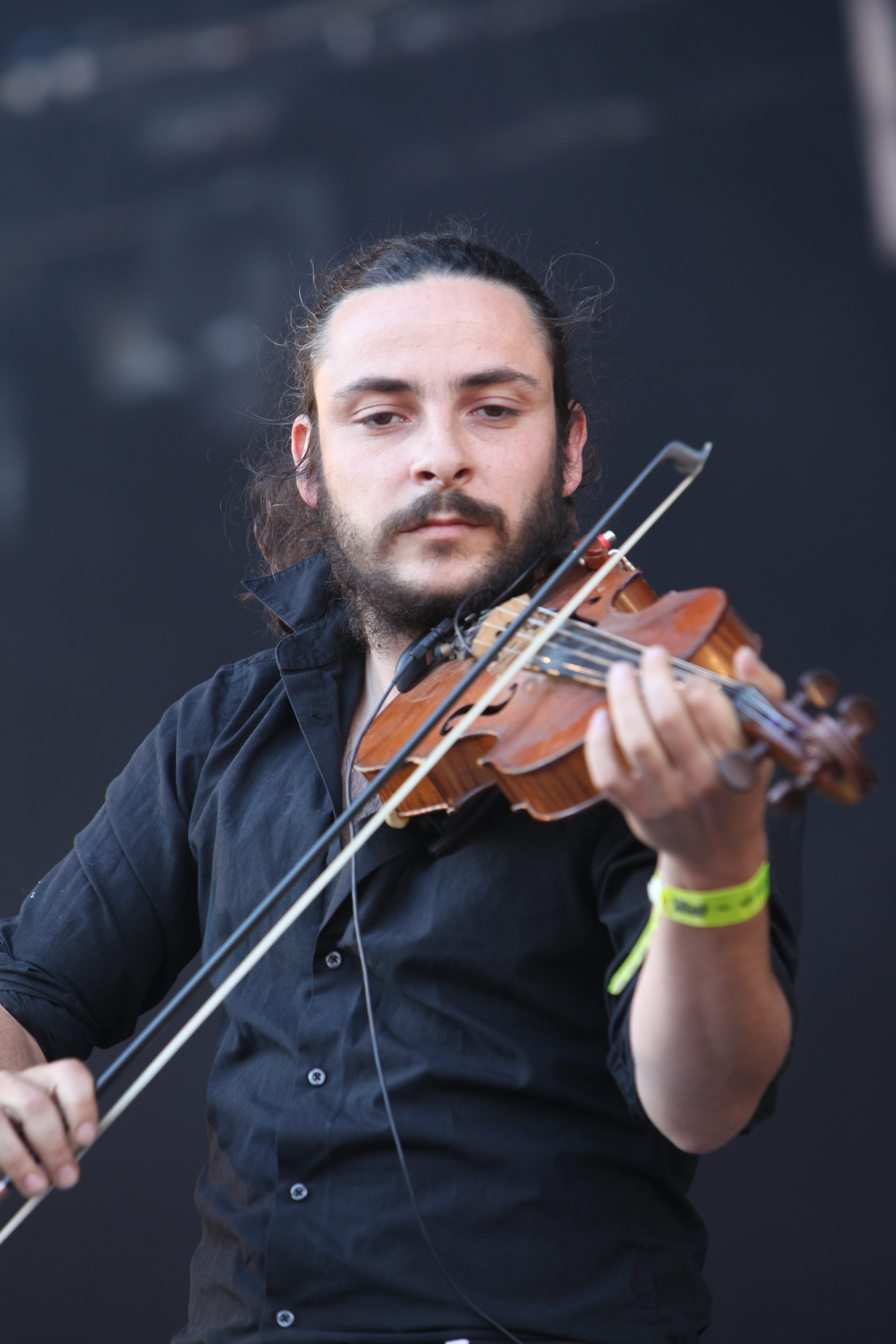

## Projekte
- Laurent „Laulo“ Bousquet verfolgt eine Solo-Karriere als Kebous.
- Cyril „Pépito“ Renou und Jocelyn „Jojo“ Gallardo spielen bei der Band Les Touffes Krétiennes.

## Ehemalige Mitglieder
- Benoit „Benziz“ Chuskin: Saxophon, Gitarre, Klavier, Gesang (1996–2007)
- David „Dawed“ Chesnel: Kontrabass (1997–2007)
- Fred „Vanette“ Renaud: Schlagzeug (1997–1999)
- Francky „Banane“: Kontrabass (1996–1997)
- Nadia „Nads“ Leclere: Cello (2007)
- Pierre „Pierrot“ Wetzel: Schlagzeug (1996–1997)
- Pierre „Kropol“ Gauthé: Posaune (2003)
- Rafael „Zébulon“ Bord: Violine (1997–2007)
- Rémy „Maddox“ Devert: Schlagzeug, Perkussion, Programming (1999–2007)

## Diskografie

### Studioalben
| Jahr | Titel              | Höchstplatzierung, Gesamtwochen, AuszeichnungChartsChartplatzierungen (Jahr, Titel, Platzierungen, Wochen, Auszeichnungen, Anmerkungen) | Anmerkungen                                         |
| Jahr | Titel              | FR | Anmerkungen                                         |
| ---- | ------------------ | --- | --------------------------------------------------- |
| 2003 | Ouest terne        | FR38 (5 Wo.)FR | Wagram (Frankreich) / Hipster Records (Deutschland) |
| 2006 | Temps Suspendu     | FR97 (4 Wo.)FR | Wagram                                              |
| 2011 | Bordel de Luxe     | FR114 (4 Wo.)FR | Ladilafé                                            |
| 2015 | Chantent Mano Solo | FR60 (4 Wo.)FR | Irfan                                               |

Weitere Studioalben
- 1998: Le Café des Jours Heureux
- 2000: La Belle Affaire
- 2018: Luna de Papel (Irfan)

### Livealben
| Jahr | Titel | Höchstplatzierung, Gesamtwochen, AuszeichnungChartsChartplatzierungen (Jahr, Titel, Platzierungen, Wochen, Auszeichnungen, Anmerkungen) | Anmerkungen |
| Jahr | Titel | FR | Anmerkungen |
| ---- | ----- | --- | ----------- |
| 2005 | Live  | FR99 (3 Wo.)FR | Wagram      |

Weitere Livealben
- 2013: Hurlements en scène (Irfan)
- 2016: Les Hurlements Chantent Mano Solo - Histoire(s) (Irfan)

### Kompilationen
- 2003: Bordeauxline (Rent a Poet)
- 2009: 13 Ans de Caravaning (Irfan)

### Kollaborationen
- 2001: Un Air Deux Familles mit Les Ogres de Barback
- 2003: Le Parti des Plus Nombreux mit Zombie Eaters (EP)
- 2004: Hardcore Trobadors mit 17 Hippies (EP)
- 2007: République du Sauvage mit L’Enfance Rouge
- 2013: Camping De Luxe mit Les Fils De Teuhpu (EP)
- 2017: Latcho Drom - Live 2017 mit Les Ogres de Barback (Irfan)